# Simulium subvariegatum
Simulium subvariegatum är en tvåvingeart som beskrevs av Rubtsov 1940. Simulium subvariegatum ingår i släktet Simulium och familjen knott. Inga underarter finns listade i Catalogue of Life.